# Bundesautobahn 999
La Bundesautobahn 999 (ou BAB 999, A999 ou Autobahn 999) est une autoroute située en Bavière. Il s'agit d'un projet de construction d'un périphérique interne pour la ville de Munich.